# Vârșolț
Vârșolț (węg. Varsolc) – wieś w Rumunii, w okręgu Sălaj, w gminie Vârșolț. W 2011 roku liczyła 1628 mieszkańców.